# Проспект Ленина (Барнаул)
Проспе́кт Ле́нина (Ле́нинский проспе́кт) — центральная улица города Барнаула. Проходит по трём районам города — Центральному, Октябрьскому, Железнодорожному, от Площади Баварина до проспекта Космонавтов. Протяжённость проспекта — 8,5 км. Ширина — 42 метра. Бульварная часть проспекта от Центрального рынка до площади Октября, трамвайные пути проложены от пл. Октября до ул. Северо-Западной.
Проспект Ленина неоднократно менял своё название: в конце XVIII — начале XIX века — Богородицкий переулок (от названия Богородице-Одигитриевской церкви); в XIX веке — Московская улица, Московский переулок; с 1900 года — Московский проспект, после 1917 года — ул. Бульварная, Садовая, Советский переулок[уточнить]; с 1924 года — проспект Ленина.
На участке от начала до улицы Молодёжной проспект пересекает 3 надпойменные террасы Барнаулки, круто поднимаясь в сторону площади Советов и сменяя абсолютные высоты над уровнем моря от 137 до 185 м. Рельеф местности — дюнно-грядовый, сложенный эоловыми песками.

## История

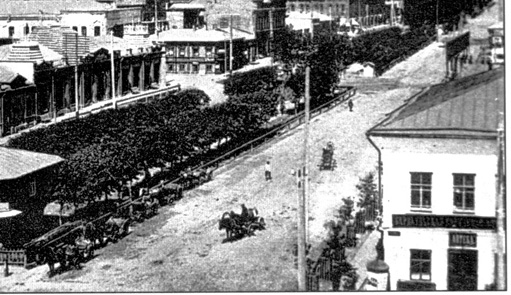
Московский проспект в начале XX века, в центре улицы — бульвар

Будущий проспект был одной из первых улиц, появившихся в Барнауле, о чём свидетельствует план города 1748 года. В это время здесь находились заводской лазарет, канцелярия с гауптвахтой, жилые дома приказчиков и заводских служащих, дом главного командира, скотские пригоны и конюшни сереброплавильного завода. Согласно следующему плану города 1785 года, Богородицкий переулок расширялся до 42 м, что предопределило превращение его со временем в главную улицу города.
В начале XIX века улица стала называться Московской, так как в её северном окончании за шлагбаумом начинался путь на Московско-Сибирский тракт (Москва—Томск—Иркутск—Кяхта). По центру улицы был заложен бульвар, ставший любимым местом отдыха и прогулок горожан, а по чётной стороне были сооружены культовые здания: в 1795—1815 годах у пересечения с улицей Большой Тобольской (с 1910 года — улица Льва Толстого) — Богородице-Одигитриевская церковь (снесена в советское время); в 1861 году — лютеранская под руководством архитектора Г. Боссе между современными зданиями мэрии и «Красным» магазином (снесена в 1970-х годах); в 1903—1906 годах — Никольская полковая церковь; в 1913 году католический костел, ныне аптека № 4 рядом с АлтГТУ. В начале XX века на бульваре между улицами Никитина и Анатолия сооружена часовня Александра Невского (после революции — снесена и восстановлена лишь в начале XXI века). В 1869 году архитектором Н. Шульдалем на нечётной стороне построено здание духовного училища.

Празднование 300-летия Дома Романовых у Никольской церкви

В начале XIX века были сооружены купеческие лавки и создана базарная площадь (ныне Центральный рынок); по проекту архитектора Я. Н. Попова в стиле классицизма построен дом начальника Алтайских заводов.
В начале XX века Московский проспект стал главной торговой улицей Барнаула. Здесь появились кирпичные магазины с большими витринами и рекламой, жилые купеческие дома, электрическое освещение (с 1900 года). Между улицами Ползунова и Льва Толстого размещался 3-этажный жилой дом и магазин торгового дома «Д. Н. Сухова сыновья»; в 1909 году между улицами Пушкина и Гоголя были выстроены пассаж купца И. Смирнова — двухэтажный, по углам — 3 этажа, а также торговый корпус купца И. Полякова (ныне магазин «Красный»). Нынешний Дворец бракосочетаний — бывший дом купцов Мальковых, построен во второй половине XIX века, а с начала XX века — в аренде у купцов Андроновских, открывших здесь ресторан «Метрополь» и трактир. По чётной стороне, выше Одигитриевской церкви, размещалось здание Городской думы Барнаула, построенное в 1914—1916 годах под руководством архитектора И. Ф. Носовича.
В 1913 году Городская дума приняла решение о продлении Московского проспекта в северном направлении, сохранив при этом ширину и бульвар посередине, в итоге проспект получил статус «магистральной» улицы города. На месте Дунькиной рощи был разбит большой парк (ныне сквер АлтГТУ). В мае 1917 года в городе произошёл крупнейший пожар, в результате которого сгорели все деревянные строения на проспекте, частично сохранились лишь кирпичные здания.

Лютеранская кирха и Торговый дом купца Полякова

После 1917 года проспект оставался основной транспортной и архитектурно-планировочной осью Барнаула. Генеральный план развития города 1937 года предусматривал создание площадей Советов и Октября. К 1930 году завершены работы по ликвидации последствий пожара: был реконструированы бывший дом начальника Алтайских заводов, на его аттике появился барельеф с советской символикой; здание бывшего духовного училища, которому достроили угловые купола. При этом были разрушены почти все часовни и церкви, находившиеся на проспекте Ленина. Накануне Великой Отечественной войны построены административные, общественные и жилые здания в стиле сталинского классицизма: краевой комитет ВКП(б)-КПСС, гостиница «Алтай», кинотеатр «Родина», многоэтажный дом Военведа, ДК БМК.
В 1951 году разработан план детальной планировки проспекта под руководством архитектора Ф. К. Додицы. Его композиция заключалась в создании прямой и широкой транспортной магистрали. Были сооружены 5-этажные жилые здания на углу с проспектом Строителей и площадью Октября (Дом под шпилем), а также рядом с кинотеатром «Россия»; возведены Дом союзов, строительный техникум, медицинский институт, здание горкома КПСС. В 1963 году сдан в эксплуатацию главный корпус АлтГТУ имени Ползунова.
В 1956 году завершено формирование площади Октября как важнейшего транспортного узла и архитектурного ансамбля Барнаула, а в 1960—1970-х годах создан главный административно-общественный комплекс — площадь Советов. В 1960-х годах проспект Ленина был продлён за железнодорожную выемку через коммунальный мост до проспекта Космонавтов. Застройка этой территории началась после сноса землянок и бараков так называемого «Копай-города», который располагался на месте сегодняшнего проспекта от моста до улицы Северо-Западной. Здания, возведённые здесь, являлись типовыми 4- и 5-этажными «хрущевками».

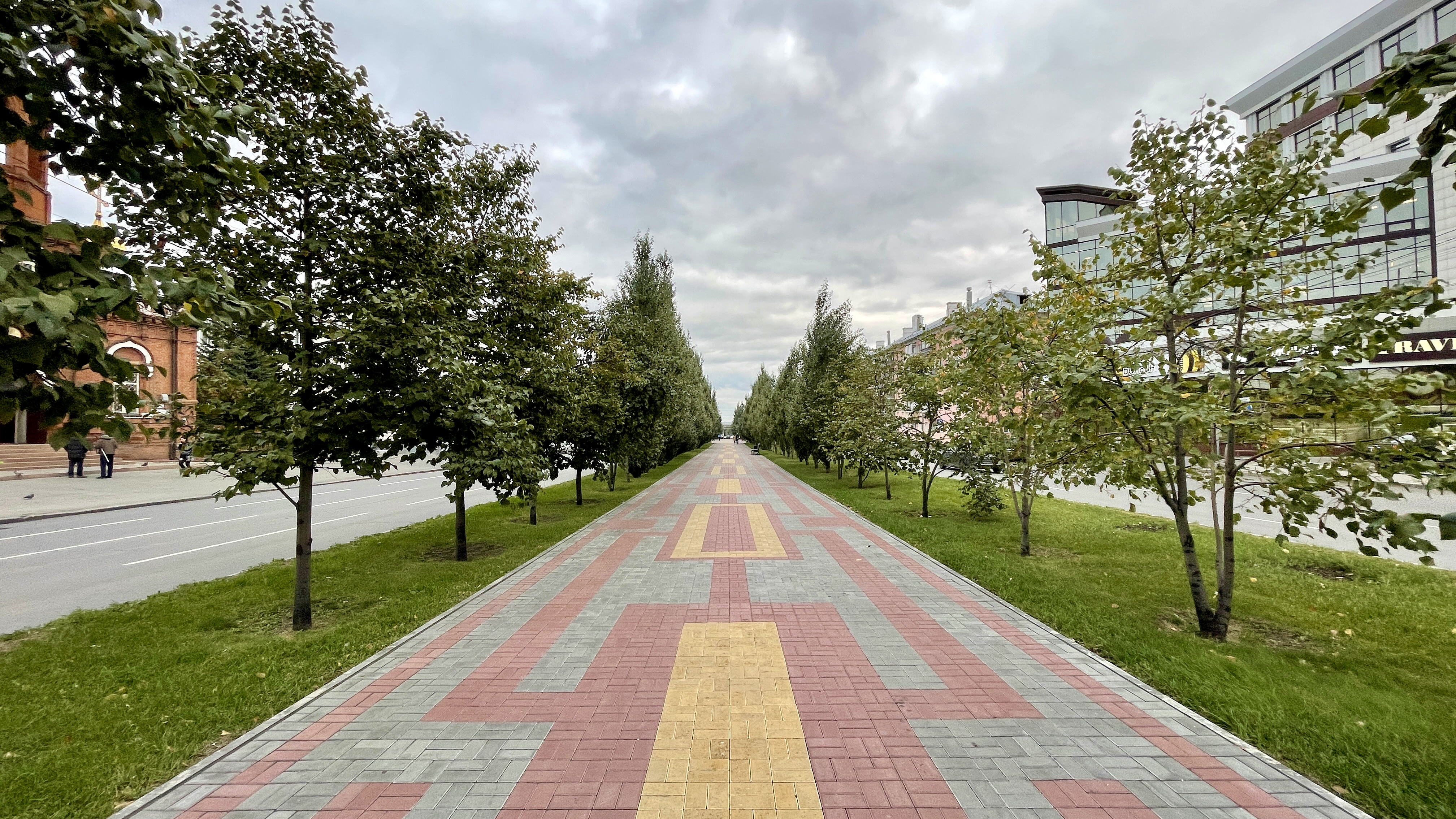
Бульвар на проспекте Ленина в 2021 году

В 1990—2000-е годы проспект был благоустроен — тополя на бульваре заменены берёзами и елями, появились малые архитектурные формы, восстановлены часовни. Достроен главный корпус АлтГУ на пересечении с Молодёжной улицей; возведён комплекс 12-этажных жилых домов недалеко от пересечения с улицей Северо-Западной, крупные торговые центры; элитные жилые дома на пересечении с Партизанской улицей, а также на пересечении с улицей Профинтерна. Под магазины, бутики, аптеки, рестораны и офисы перестроено большинство первых этажей жилых зданий. Реконструирована Никольская церковь, к которой была пристроена колокольня с куполом. Летом 2006 года были реконструированы фасады некоторых зданий на проспекте Ленина от площади Октября до улицы Чкалова.

## Транспорт
Проспект Ленина — важнейшая транспортная артерия Барнаула. По нему проходят почти все основные маршруты городского транспорта: 3 троллейбусных (от Речного вокзала до проспекта Космонавтов) и 3 трамвайных (от площади Октября до Северо-Западной улицы), а также большинство пассажирских автобусов и маршрутных такси.
Важнейшие автомобильные развязки на проспекте: Речной вокзал, который является конечной остановкой для многих маршрутов, и площадь Октября, связывающая спальные и промышленные районы с центральной частью города.

## Здания и учреждения
Сегодня на проспекте Ленина расположены:
- Государственные учреждения — администрация Алтайского края, администрация Барнаула, Городская дума, прокуратура Алтайского края, краевой суд, ГУВД по Алтайскому краю, УФСБ по Алтайскому краю, представительство МИД РФ.
- Крупные торговые центры — ЦУМ, «Космос», «Геомаркет», «Ультра», «Норд-вест», «Седьмой континент», «Пассаж», «Воскресенье».
- Учебные заведения — Алтайский государственный медицинский университет (дом 40), Алтайский государственный университет (дом 61), Алтайский государственный технический университет (дом 46), Алтайская государственная академия культуры и искусств (дом 66), Алтайский государственный колледж (дом 145), Алтайский архитектурно — строительный колледж (дом 68).
- Объекты культуры — Государственный художественный музей Алтайского края, кинотеатр «Родина», Молодёжный театр Алтая, ДК «Сибэнергомаш», ДК «Трансмаш».
- Спортивные сооружения — стадион «Динамо», стадион «Трансмаш».
- Парки — Парк «Солнечный ветер».

## Памятники архитектуры и истории

### Памятники краевого значения

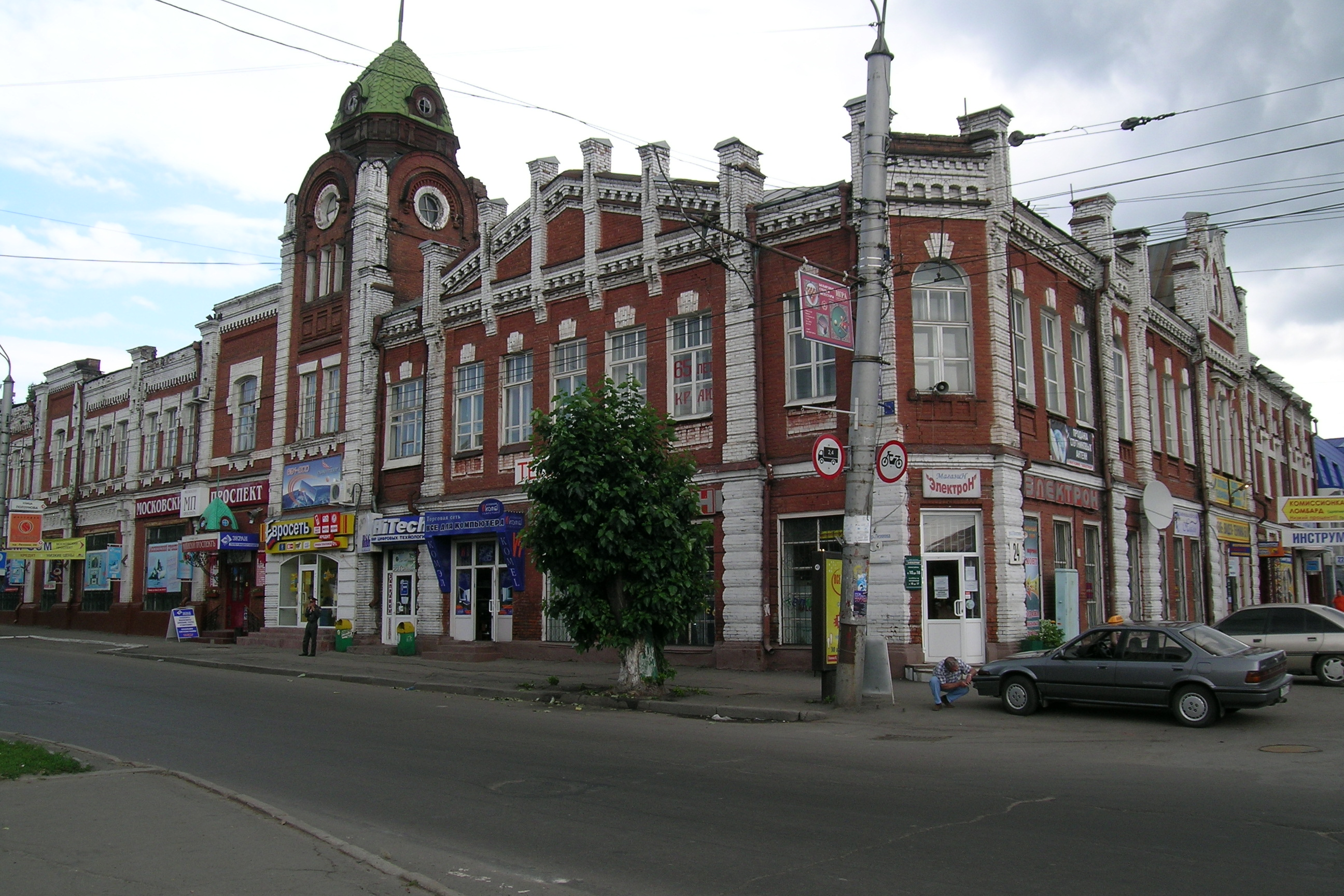
Барнаульская городская дума (№ 4-6)

#### Барнаульская городская дума (№ 4-6)
Здание Городской думы было построено в 1914—1916 годах по проекту архитектора И. Ф. Носовича. Первый этаж предназначался для торговых целей — здесь находился универсальный магазин торгового дома купцов Яковлева С. Я. и Полякова А. И. На втором этаже разместились органы городского самоуправления — дума и управа.
Архитектор соединил две более старые постройки — одноэтажный магазин и двухэтажные помещения думы. В результате на Московском проспекте (ныне пр. Ленина) появилось фактически новое двухэтажное строение в стиле эклектики с башенкой на крыше и часами, подобно ратушам европейских городов. Фасады здания были четко разделены межэтажной тягой и имели развитый карниз. Окна первого этажа больше по размеру окон второго этажа, при этом каждый из фасадов имел деление на 3 части по вертикали. Средняя часть южного фасада, которая выходит на улицу Льва Толстого, увенчана треугольным фронтоном с круглым окном в середине. А центральная часть западного фасада, что на Московском проспекте, завершается башенкой.
В 1917 году во время крупного пожара здание сильно пострадало. 13 декабря 1919 года здесь состоялось заседание Барнаульского ВРК и представителей Главного штаба партизанской армии. В годы Великой Отечественной войны в здании размещался госпиталь. По состоянию на начало XXI века тут находится несколько магазинов и учреждений, в том числе муниципальный музей «Город».

#### Административное здание (№ 8)
Четырёхэтажное административное здание было построено в 1927—1928 годах в стиле конструктивизма. Имеет градостроительное значение, оформляя перекресток центральных улиц города — проспекта Ленина и улицы Пушкина. Здание смотрится цельным, благодаря ритму широких пилястр. Крупные оконные проёмы гармонируют с третьим этажом, угловые окна которого оформлены арочным очертанием. Подобный фасад облегчает массивность каменной стены, придает зданию динамичный и выразительный облик.
С 1930 года здесь размещалось Алтайское отделение треста «Кузбасс-уголь», потом управление кинофикации, позже крайкомхоз. В 2007 году в здании разместился Дом журналистов Алтайского края.

#### Духовное училище (№ 17)
Барнаульское духовное училище открылось в 1869 году. Двухэтажное каменное здание было построено по заказу Томской духовной Консистории по проекту архитектора Н. Шульдаля. Фасады оформлены с преобладанием мотивов древнерусской культовой архитектуры XVIII века, а также псевдобарочного стиля: лучки пилястр, спаренные оконные проемы, тонкая прорисовка деталей и т. д.
Преподаватели училища имели семинарское образование, многие были кандидатами богословия, с церковными и государственными наградами. Наряду со специальными богословскими дисциплинами в училище преподавались и общеобразовательные. В 1923 году учреждение было закрыто, а здание реконструировано по проекту инженера-строителя Курковского П. П. После перестройки кровли, угловые четырёхскатные купола стали непропорциональны объёму здания, так как выглядели слишком громоздко. В разное время здесь размещались: кожевенный техникум, средняя школа № 1 имени Третьего Интернационала, городской Дворец молодёжи, госпиталь. Позднее помещение заняли комитеты администрации города.
В 2007 году часть помещений было передано Алтайской епархии в аренду на льготных условиях. В 2015 году в здании разместилась резиденция митрополита Барнаульского и Алтайского.

#### Дом начальника Алтайского горного округа (№ 18)

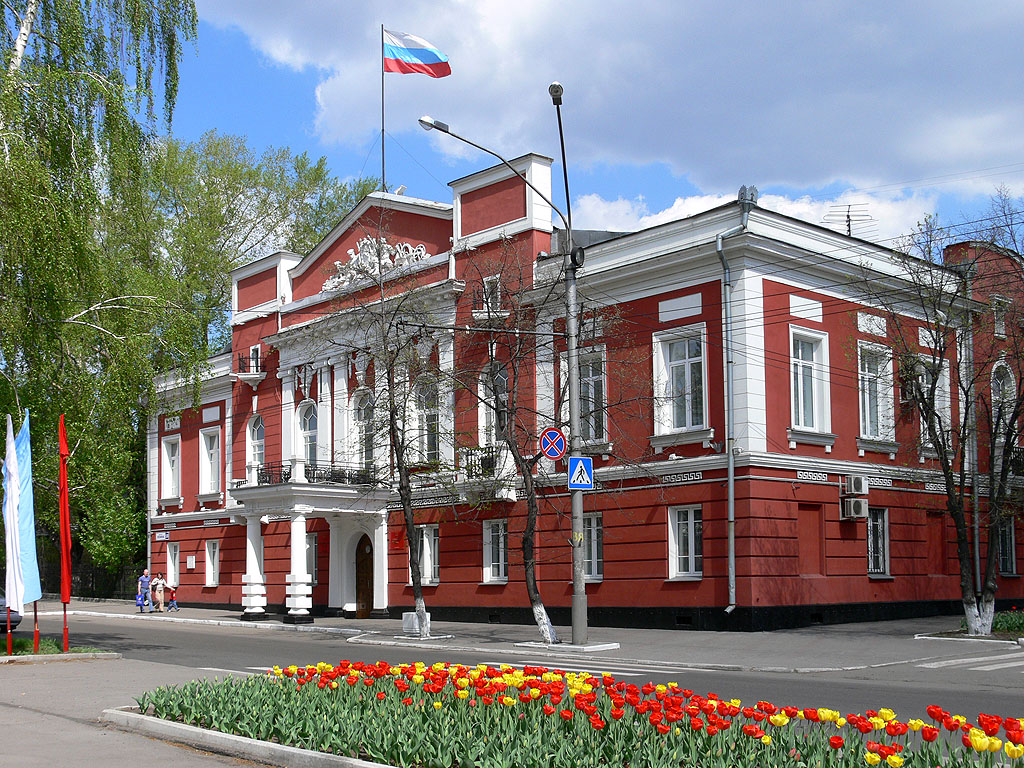
Бывший дом начальника Алтайских заводов (№ 18), ныне здесь размещаются Городская дума и Администрация города

Двухэтажное кирпичное здание в стиле русского классицизма по проекту архитектора Попова Я. Н. построено в 1827 году для Фролова П. К., бывшего в ту пору начальником Алтайского горного округа. В 1829 году здесь у Фролова бывал в гостях немецкий ученый естествоиспытатель Александр фон Гумбольдт. С 1847 по 1850 год в доме проживал известный русский металлург, Томский гражданский губернатор и глава алтайских заводов — Аносов П. П. Во время крупного пожара 1917 года здание сильно пострадало и было реконструировано в 1925—1926 годах архитекторами Федеровским М. Ф. и Надольским С. Р. В результате перестройки оно было расширено, изменилась его внутренняя планировка, приспособленная для общественного учреждения. Фасады получили богатое оформление, в том числе скульптуру, изображающую рабочего и крестьянина с атрибутами труда. В 1977 году на фасаде здания укреплена мемориальная доска с текстом: «Здесь с 5 марта по 2 мая 1917 года работал Барнаульский Совет рабочих и солдатских депутатов».
В настоящее время здесь размещается администрация Барнаула и Барнаульская городская дума.
Согласно легенде, живший в этом доме в XIX веке генерал из ревности замуровал живьём в стену свою молодую жену. Она же стала являться посетителям здания в качестве приведения. Эта история легла в основу пьесы Марка Юдалевича «Голубая дама».

#### Дом союзов (№ 23)
Четырёхэтажное здание является ярким образцом советской монументальной архитектуры — в стиле сталинского классицизма. Построено в 1939—1941 годах по проекту архитекторов Баранского А. В. и Казаринова В. Л. Срезанный угол, обращённый на перекрёсток проспекта Ленина и улицы Анатолия; массивные пилястры; лоджии; ниши в фасаде со статуями рабочих — всё это придаёт дому некую торжественность.
В советское время здесь располагались профсоюзные организации, а также актовый зал для различных мероприятий.

#### Крайком КПСС (№ 25)
Массивное четырёхэтажное здание в стиле сталинского классицизма было построено в 1930—1941 годах по проекту архитектора Баранского А. В. Первоначально здесь размещался крайком КПСС, а после 1990-х годов — здесь расположился Алтайский краевой суд. Само здание ныне именуется как Дом юстиции или Дом правосудия.

#### Никольская церковь (№ 36)

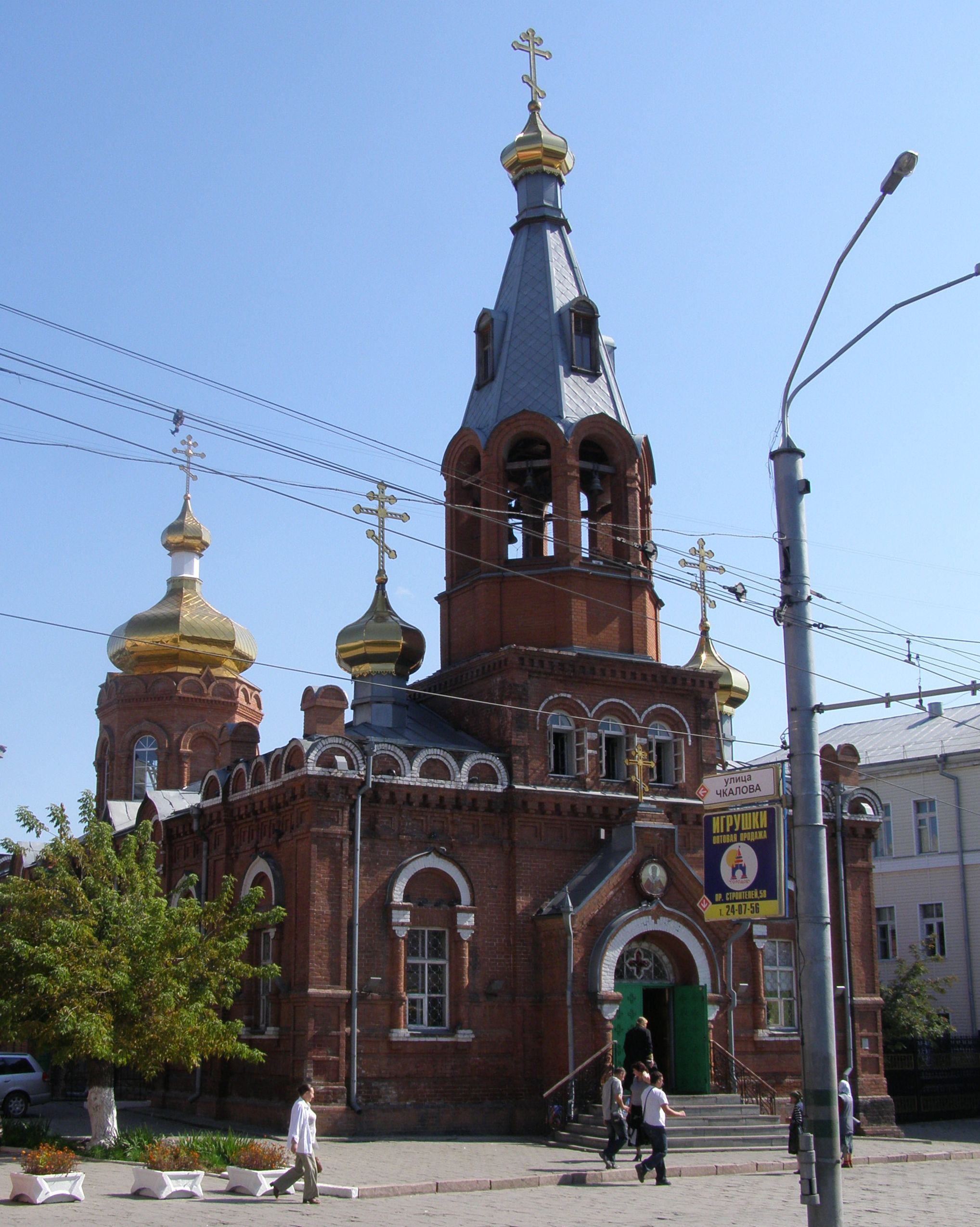
Никольская церковь (№ 36)

Никольская церковь была построена в 1906 году по типовому проекту воинского храма (архитектор — Вержбицкий Ф. М.). Работы шли под наблюдением местного архитектора И. Ф. Носовича. Здание выдержано в стиле эклектики с элементами русско-византийского стиля. Принадлежит к типу однонефных базиликальных храмов. Монументальное здание из красного кирпича с трёхъярусной колокольней и торжественным порталом на западном фасаде вписывается в окружающий архитектурный ансамбль.
Церковь находилась рядом с казармами Барнаульского полка и носила статус «полковой». Здесь военнослужащие принимали присягу. У стен храма в 1912 году проходили торжества по случаю победы России в Отечественной войне 1812 года и 300-летие Дома Романовых. В 1930-х годах церковь была закрыта. С неё сняли купол и разрушили колокольню. Долгое время здание использовалось под клуб военной части, а позднее Барнаульского высшего военного училища лётчиков. В 1991 году во время визита Алексия II на Алтай здание было передано общине верующих города. В 1990—2000-х годах церковь была реконструирована и в ней возобновились службы.

#### Алтайский мединститут (№ 40)
Здание Алтайского государственного медицинского института (с 1994 года — университета) сооружено в 1950-х годах. Однако, оно первоначально не предназначалось для учебного заведения — здесь предполагалось разместить органы госбезопасности. Во время визита Никиты Хрущёва на Алтай было решено изменить это решение и передать корпуса институту.

#### Католический костёл (№ 44)

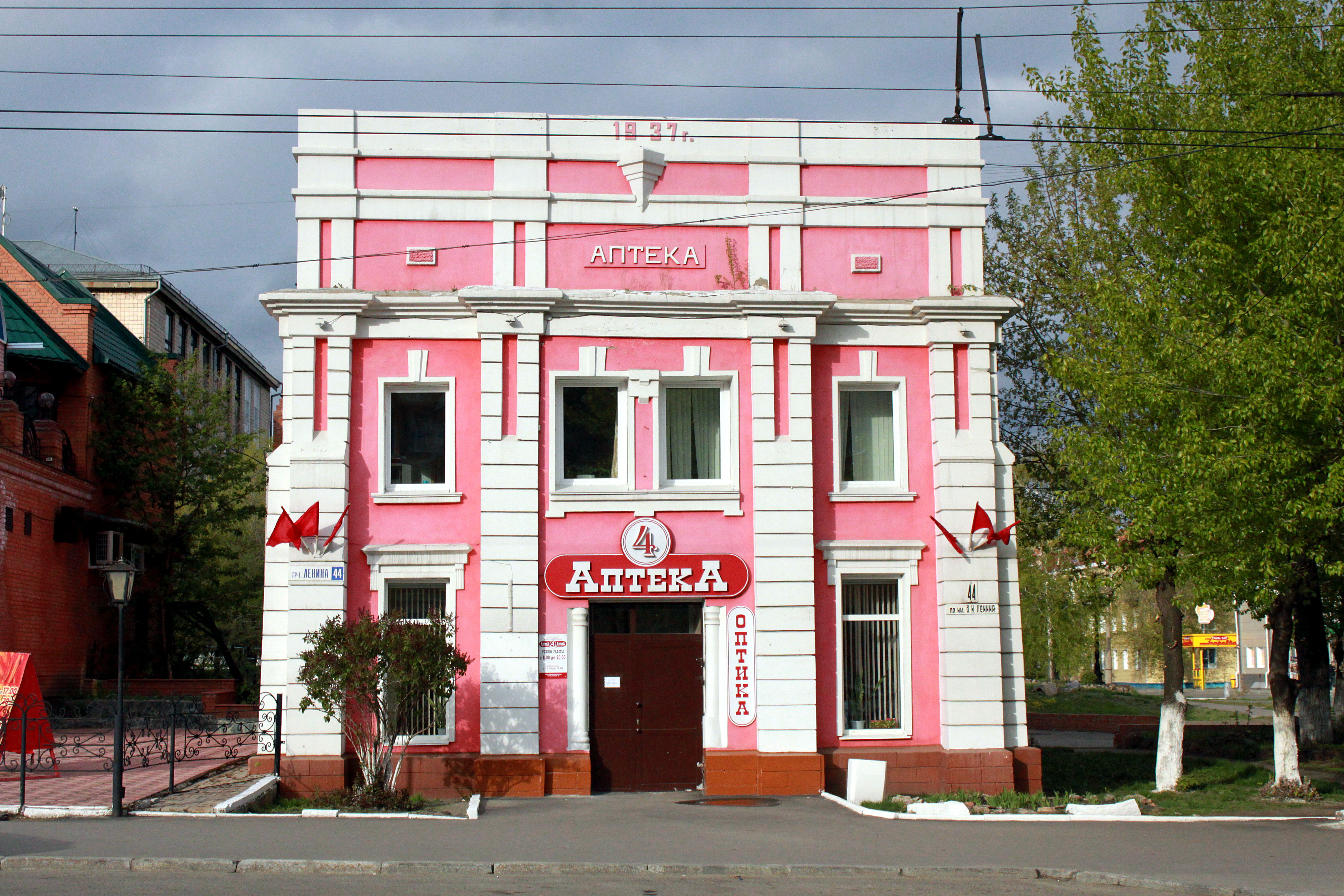
Аптека в здании бывшего католического костёла

Костёл, располагавшийся рядом с Дунькиной рощей (ныне территория АлтГТУ), был построен на средства нескольких сотен католиков (главным образом военнослужащих поляков из Барнаульского гарнизона) в 1909—1913 годах по проекту И. Ф. Носовича. Здание было оформлено в неоготическом стиле. В советское время в связи с гонениями на религию костел был закрыт в 1931 году. В 1936 году костёл значительно перестроили, полностью разрушив остроконечное завершение. И уже в 1937 году здесь разместилась аптека, которая функционирует до сих пор, по состоянию на начало XXI века. Также в 1990—2000 годах часть помещений занял салон оптики и общественные приёмные депутатов. Католическая церковь несколько раз пыталась вернуть себе здание и восстановить его в былом облике к 100-летию со дня открытия храма.

#### Алтайский государственный университет (№ 61)
Один из нынешних корпусов АлтГУ, выходящий своим фасадом на площадь Советов, был построен в 1958 году. Первоначально принадлежал машиностроительному институту, а после 1973 года передан только что созданному в Барнауле классическому университету. 4-этажное здание выполнены в стиле сталинского классицизма, стало первым в ансамбле оформления главной площади. Сначала, на месте одноэтажной частной застройки появился корпус учебного заведения, а позднее здесь же возвели здания крайисполкома, гостиницы «Центральная» и т. д.

#### Строительный техникум (№ 68)
Здание Барнаульского строительного техникума (ныне — Алтайский архитектурно-строительный колледж) построено в 1954 году по проекту архитектора В. Л. Казаринова. Памятник архитектуры местного значения.

### Прочие памятники
- Торговый дом (1920-е годы) — пр. Ленина, 5.
- Трактир торгового дома «И. И. Андроновский и сыновья» (конец XIX века) — пр. Ленина, 11.
- Торговый дом купца Полякова (Магазин «Красный») (1913) — пр. Ленина, 14.
- Колыванская ваза в честь 250-летия Барнаула (1980), архитектор С. Ф. Зенков, художник Г. П. Алексеев — пр. Ленина, 7-11.
- Колыванская ваза в честь 50-летия Алтайского края (1987), архитектор С. А. Боженко, художник О. Демидов — пр. Ленина, 11-17.
- Мемориальный комплекс «Сквер павших борцов за социализм» — стелы, братские могилы, монументы (1920—1967), архитектор В. Л. Казаринов, скульптор В. Ф. Добровольский. — пр. Ленина 17-28
- Кинотеатр «Родина» (1941, архитектор Г. Х. Френк[21]) — пр. Ленина, 19.
- Полицейское управление (начало XX века) — пр. Ленина, 20.
- Гостиница «Алтай» (1938—1941, архитекторы А. В. Баранский, В. Л. Казаринов)[21] — пр. Ленина, 24.
- Дома жилые с торговыми помещениями (1930—1940-е годы) — пр. Ленина, 26, 28, 29, 35.
- Дома жилые и административные (1950-е годы) — пр. Ленина, 58, 60, 63, 64, 67, 70, 72, 74, 78, 80, 81, 85, 87, 92, 93, 94, 105, 107.
- Ансамбль застройки улицы: жилые дома и кинотеатр «Россия» (1950-е годы) — пр. Ленина, 69, 71, 73.
- Дом под шпилем (1956, архитектор Ф. К. Додица) — пр. Ленина, 82.
- Здание профтехучилища (1950-е годы) — пр. Ленина, 89.
- Бюст Е. М. Мамонтова (1982), архитектор Г. Г. Протопопов, скульптор К. Г. Чумичев — пересечение пр. Ленина и ул. Льва Толстого.
- Бюст Ф. Э. Дзержинского (1988, архитектор Г. С. Крамаренко, скульптор А. Бичугов) — пр. Ленина, 30.
- Бюст К. Д. Фролова (1987), архитекторы К. М. Пентешин, А. П. Богомолец, С. А. Боженко, В. А. Кашин — пр. Ленина, 145.
- Памятник И. И. Ползунову (1980), архитекторы: Сыромятников, А. А. Шимин, скульптор И. Д. Бродский — пр. Ленина, 46.
- Мозаичное панно на тему революции 1917 года (1983), В. В. Вышивалов, В. И. Янтарев — пр. Ленина, 30.

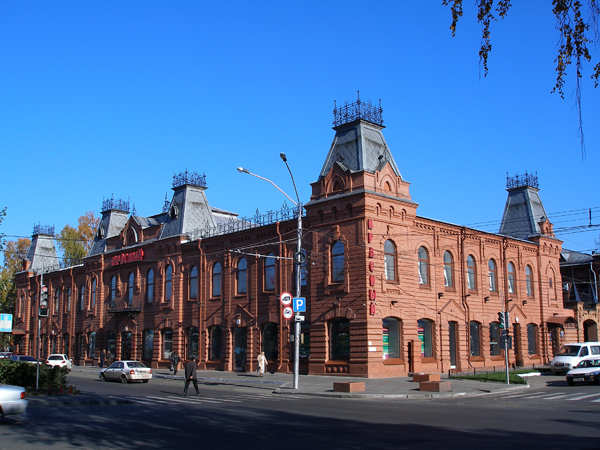
Магазин «Красный»
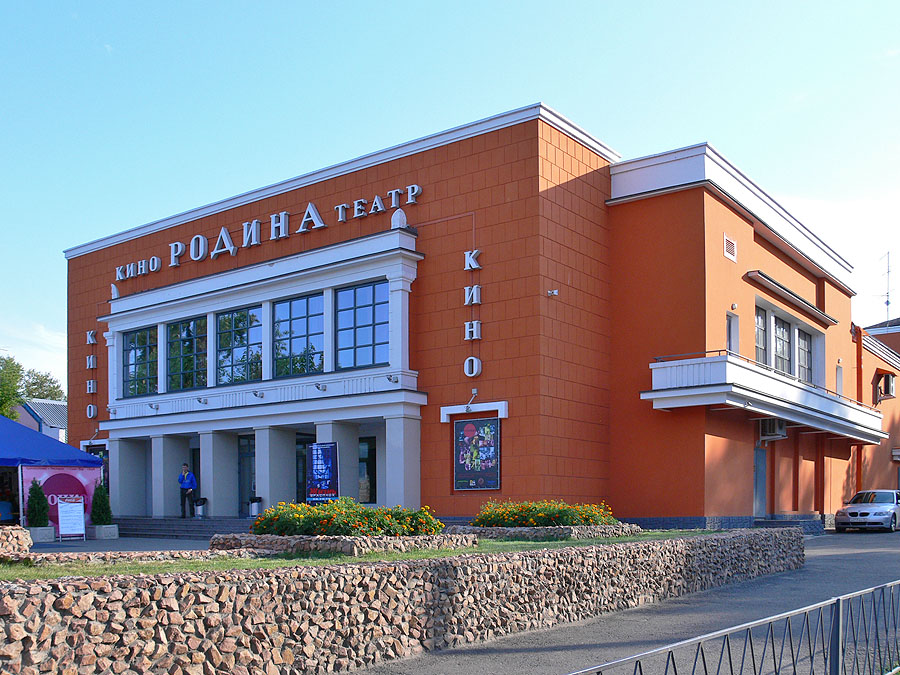
Кинотеатр «Родина»
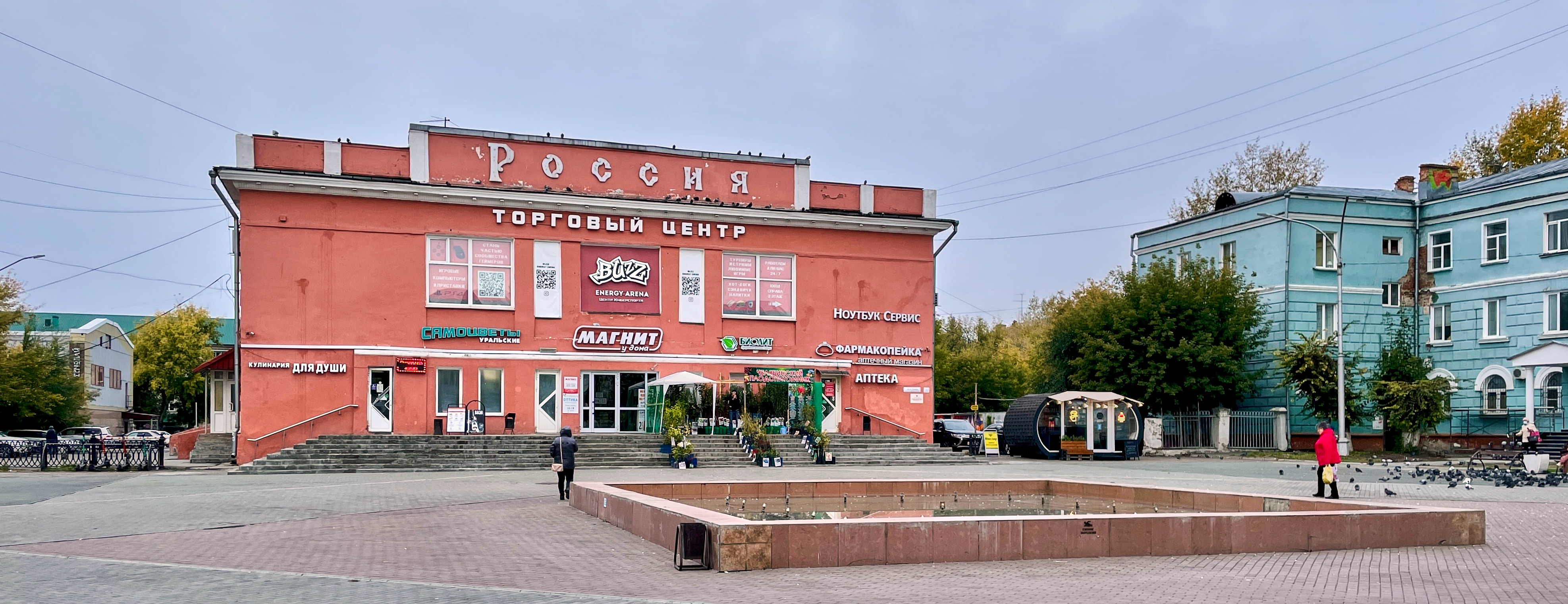
Кинотеатр «Россия»
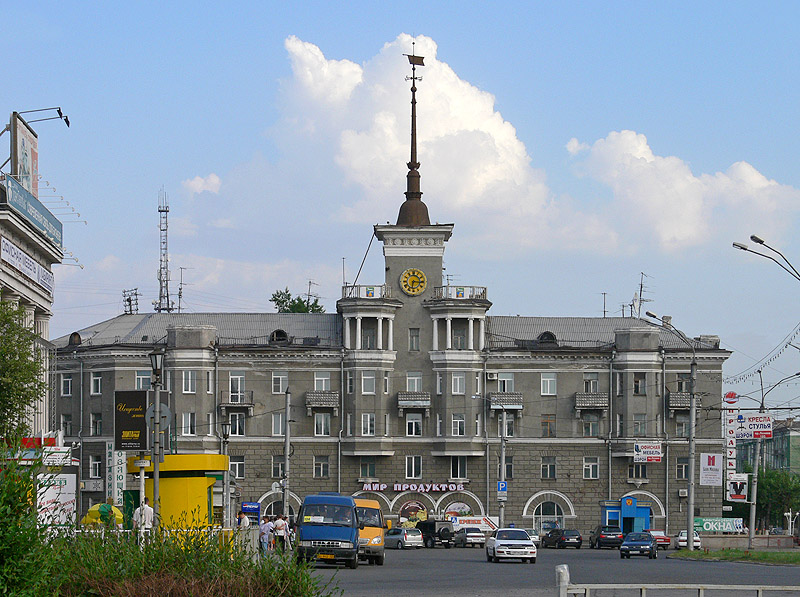
Дом под шпилем